# Fu Mingxia
Fu Mingxia (en xinès: 伏明霞; en pinyin: Fú Míngxiá) (Wuhan, República Popular de la Xina 16 d'agost de 1978) és una saltadora xinesa, guanyadora de cinc medalles olímpiques.

## Biografia
Va néixer el 16 d'agost de 1978 a la ciutat de Wuhan, població situada a la província de Hubei. El 2002 es va casar amb Antony Leung, el secretari de finances del govern de Hong Kong.

## Carrera esportiva
Va participar, amb 13 anys, als Jocs Olímpics d'Estiu de 1992 celebrats a Barcelona (Catalunya), on va aconseguir la medalla d'or en la prova femenina de plataforma de 10 metres, convertint-se en la campiona més jove d'aquest esport. El fet que una saltadora tan jove aconseguís guanyar la prova va fer reconsiderar la Federació Internacional de Natació (FINA) l'edat de participació, apujant-la fins als 14 en totes les principals proves esportives. Als Jocs Olímpics d'Estiu de 1996 realitzats a Atlanta (Estats Units) va aconseguir la medalla d'or a les dues proves disputades en categoria femenina: trampolí de 3 metres i plataforma de 10 metres. Als Jocs Olímpics d'Estiu del 2000 realitzats a Sydney (Austràlia) va aconseguir revalidar el seu títol en la prova de trampolí de 3 metres i va guanyar la medalla de plata en la prova de trampolí de 3 metres sincronitzat al costat de Guo Jingjing.
Al llarg de la seva carrera ha guanyat dues vegades el títol mundial de plataforma de 10 metres i dues medalles als Jocs Asiàtics.